# Horaninovia
Horaninovia es un género de plantas fanerógamas  pertenecientes a la familia Amaranthaceae. Comprende 11 especies descritas y de estas, solo 2 aceptadas.

## Taxonomía
El género fue descrito por Fisch. et Mey. y publicado en Enumeratio Plantarum Novarum 1: 10. 1841. La especie tipo es Horaninovia ulicina.

## Especies aceptadas
A continuación se brinda un listado de las especies del género Horaninovia aceptadas hasta octubre de 2012, ordenadas alfabéticamente. Para cada una se indica el nombre binomial seguido del autor, abreviado según las convenciones y usos.
- Horaninovia minor Schrenk
- Horaninovia ulicina Fisch. & C.A. Mey.